# Volker Strassen

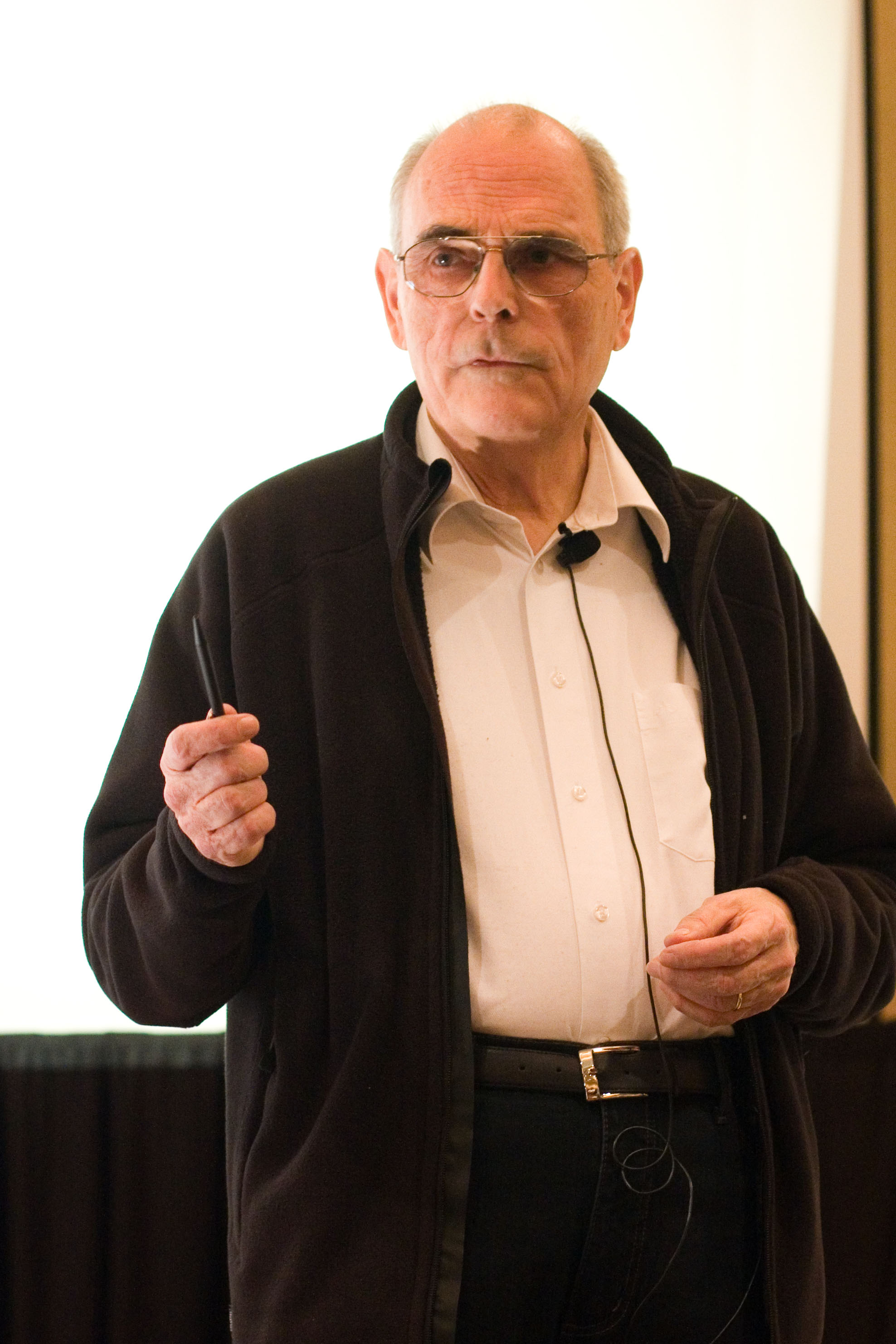
Volker Strassen tijdens het Knuth-prijs college op SODA 2009

Volker Strassen (Düsseldorf-Gerresheim, 29 april 1936) is een Duits wiskundige. Hij is op dit moment emeritus-hoogleraar van de faculteit wiskunde en statistiek aan de Universiteit van Konstanz.
Strassen is mede bekend geworden door de Solovay-Strassen-priemgetaltest, die hij in 1977 samen met Robert M. Solovay opstelde. Dit was de eerste methode die liet zien dat het testen of een getal een priemgetal is kan worden uitgevoerd in gerandomiseerde polynomiale tijd. Dit was tevens een van de eerste resultaten die meer in het algemeen de kracht van gerandomiseerde algoritmen liet zien.
In 1999 werd de Cantor-medaille aan hem toegekend.

## Voetnoten
1. ↑  (de)  FB Mathematik and Statistik, U. Konstanz.